# Karmic Hit
Karmic Hit este o casă de discuri din Sydney. A fost fondată în 1993. Printre formațiile și muzicienii care au înregistrat aici discuri se numără Steve Kilbey, Snog, David Lane sau Halogen.